# Церковь Флора и Лавра (Пирогово)
Церковь Флора и Лавра — православный храм в селе Пирогово Свердловской области. Памятник архитектуры регионального значения.

## История
Строительство начато в 1832 году. 7 февраля 1835 года освящён южный придел во имя святого Василия Великого. 7 сентября 1841 года освящён главный храм во имя мучеников Флора и Лавра. В 1869 году начато строительство северного придела, освящён придел 25 января 1871 года во имя святого Николая, архиепископа Мирликийского.
В 1937 году церковь закрыта и возвращена РПЦ только в 1991 году. С 2003 года в храме ведутся восстановительные работы

## Архитектура
Объемно-пространственная композиция здания — центрическая, в виде ступенчатой пирамиды, схожа с композицией Введенской церкви в Травянском селе. В центре крестообразного объёма церкви поднимается двухсветный храмовый четверик, перекрытый на четыре ската криволинейной кровлей с люкарнами по бокам и световым фонарем наверху. К граням четверика примыкают прямоугольные объёмы, являющиеся ветвями крестообразного плана: восточная ветвь креста предназначалась для главного алтаря; в северной и южной ветвях креста находились придельные храмы. Объём, образующий западную ветвь креста, выше других, он служит папертью и основанием для колокольни. Цилиндрический объём яруса звона прорезан четырьмя арками, имеет квадратное основание (пьедестал) и перекрыт куполом со шпилем.
Фасадное убранство церкви скупое. Стены алтаря и приделов лишены декоративных деталей, только высокие окна и расположенные над ними ниши членят их поверхность. Плоскости фасадов храмового четверика по центру прорезаны тройными окнами, по углам закреплены пилонами и завершены по вертикали карнизной плитой на модульонах. Формы декоративных деталей на фасадах (модульоны, архивольты) упрощены и искажены ремесленным исполнением. Тип четырёхгранной «кубоватой» крыши люкарнами заимствован из архитектуры храмов периода барокко. Внутреннее пространство храма расчленено на отдельные помещения тройными аркадами, установленными в пролёте подпружных арок. Сомкнутый свод в центре храма и цилиндрические своды в соседних помещениях опираются на стены и образуют в плане форму равноконечного креста